# Jérez del Marquesado
Jérez del Marquesado é um município da Espanha na província de Granada, comunidade autónoma da Andaluzia, de área 82,29 km² com população de 1107 habitantes (2007) e densidade populacional de 12,98 hab/km².

## Demografia
| Variação demográfica do município entre 1991 e 2004 | Variação demográfica do município entre 1991 e 2004 | Variação demográfica do município entre 1991 e 2004 | Variação demográfica do município entre 1991 e 2004 |
| --------------------------------------------------- | --------------------------------------------------- | --------------------------------------------------- | --------------------------------------------------- |
| 1991                                                | 1996                                                | 2001                                                | 2004                                                |
| 1217                                                | 1214                                                | 1100                                                | 1068                                                |